# Lily Sullivan
Lily Sullivan es una actriz australiana. Interpretó a Coral en la película Mental del 2012 y a Miranda en la serie de televisión Picnic at Hanging Rock del 2018. Interpreta papeles principales en dos largometrajes de 2023, el thriller de ciencia ficción australiano Monolith y la película de terror estadounidense Evil Dead Rise.

## Primeros años y educación
El padre de Sullivan es un importador de equipos médicos y su madre Jayne "Noni", una artista visual, quienes emigraron juntos a Australia desde el Reino Unido antes del nacimiento de Lily. Creció en Queensland, más específicamente en Carbrook, Queensland, y asistió a John Paul College en sus primeros años, luego fue a Calvary Christian College en el segundo año en Logan City, y se graduó en 2011.
Después de ver una producción de Un tranvía llamado Deseo en el escenario de Brisbane cuando era adolescente, Sullivan se enamoró de la idea de actuar y planeó hacer una audición para una de las principales escuelas de teatro. Sin embargo, en su último año de secundaria recibió un llamado para un papel en una película, hizo una audición y ganó el papel.

## Carrera
Sullivan hizo su debut cinematográfico en la película Mental de P. J. Hogan de 2012, para la cual hizo una audición cuando aún estaba en la escuela y obtuvo una nominación al premio AACTA al mejor actor joven y una nominación del Film Critics Circle of Australia a Mejor Interpretación de un Actor Joven.
En 2014, apareció en el largometraje Galore (2014), que se estrenó en el Festival Internacional de Cine de Melbourne. Por su actuación, ganó el premio a la Mejor Actriz en el Cinema des Antipodes Saint-Tropez de 2014. Se mudó a Melbourne después de eso.
Sullivan fue una de las dos finalistas en la Beca Heath Ledger 2015, junto con Emilie Cocquerel. Ambos recibieron viajes de ida y vuelta a Los Ángeles para aumentar su perfil en el mercado estadounidense, así como una beca para asistir a clases magistrales en Screenwise Film and Television School en Sídney.
Apareció en la segunda temporada de la serie de televisión Rake (2012) y tuvo un papel recurrente en la serie de NBC Camp (2013), un programa estadounidense filmado en Queensland. Tuvo un papel en la película Sucker del 2015, protagonizada por Timothy Spall.
En el 2018, alcanzó mayor prominencia en el papel principal de Miranda en Picnic at Hanging Rock. Más tarde ese año, se convirtió en el rostro de la compañía australiana de perlas Paspaley, protagonizando un video publicitario de 60 segundos filmado en la costa de Kimberley en Australia Occidental.
Sullivan interpretó a Lucy en la película de Netflix de 2021 I Met a Girl. El mismo año, participó en la película Evil Dead Rise, escrita y dirigida por Lee Cronin, que se estrenó el 21 de abril de 2023.
En 2022, participó en la película de suspenso y ciencia ficción Monolith. Filmada en Adelaide Hills, la película tuvo su estreno en Australia en el Festival de Cine de Adelaida el 27 de octubre de 2022, y su estreno mundial el 13 de marzo de 2023 en el Festival de Cine SXSW. Varios críticos elogiaron la actuación de Sullivan.

## Otros trabajos
Sullivan también ha trabajado como modelo en Australia y otros lugares.
En octubre de 2018, Paspaley, una empresa perlera australiana, lanzó su nueva campaña publicitaria titulada "Algo real", con Sullivan.

## Filmografía

### Cine
| Año  | Título         | Papel                 | Notas                     |
| ---- | -------------- | --------------------- | ------------------------- |
| 2012 | Mental         | Coral Moochmore       |                           |
| 2013 | Galore         | Laura                 |                           |
| 2015 | Sucker         | Sarah                 |                           |
| 2017 | Jungle         | Amie                  |                           |
| 2019 | Dark Place     | Sally                 | Segmento: "Killer Native" |
| 2021 | I Met a Girl   | Lucy                  |                           |
| 2022 | Monolith       | La entrevistadora     |                           |
| 2023 | Evil Dead Rise | Bethany "Beth" Bixler |                           |

### Televisión
| Año  | Título                 | Papel         | Notas                              |
| ---- | ---------------------- | ------------- | ---------------------------------- |
| 2012 | Rake                   | Michelle      | Episodio: "R vs Wooldridge & Anor" |
| 2013 | Camp                   | Marina Barker | Protagonista                       |
| 2018 | Romper Stomper         | Petra         | Protagonista                       |
| 2018 | Picnic at Hanging Rock | Miranda       | Protagonista                       |
| 2019 | The Other Guy          | Charlie       | Protagonista                       |
| 2020 | Barkskins              | Delphine      | Protagonista                       |